# Fúria oriental
Fúria oriental (títol original: Jing wu men) és una pel·lícula de kung-fu dirigida per Lo Wei el 1972, en la que el personatge principal és interpretat per Bruce Lee. Aquest paper va ser encarnat després per Jet Li en un remake titulat Fist of Legend de Gordon Chan, estrenada el 1994, posteriorment per Donnie Yen en una sèrie de televisió el 1995 i en un film el 2011 Legend of the Fist: The Return of Chen Zhen de Wai Keung Lau. Ha estat doblada al català.

## Argument
Després d'unes llargues vacances, Chen Zhen (Bruce Lee) entra a la seva escola de kung-fu, i descobreix que el seu mestre, Huo, és mort. Poc temps després, els representants d'una escola japonesa rival arriben per humiliar l'escola de Chen Zhen donant-los un cartell on és inscrit un insult racial envers els xinesos. L'endemà, Chen Zhen decideix sol d'anar a veure l'escola japonesa, i de tornar-los el seu cartell. Els japonesos, trobant Chen Zhen massa temerari, el desafien: Chen Zhen abat tots els alumnes de l'escola, sense rebre ni una esgarrapada. Descobreix, un vespre, que una de les persones de la seva escola formava part dels japonesos, i que ha enverinat l'amo Huo. Chen Zhen treu la seva fúria, fins a matar, i a haver de disfressar-se per no ser reconegut per la policia.

## Repartiment
- Bruce Lee: Chen Zhen / Chen Jeh
- Nora Miao: Yuan Le-erh
- James Tien: Fan Chun-hsia
- Maria Yi: Yen
- Robert Baker: Petrov
- Chen Fu Ching: Chao
- Chin San: Tung
- Han Ying-Chieh: L'intendent Feng Kwai-sher
- Riki Hashimoto: Hiroshi Suzuki
- Jun Katsumura: el guardaespatlles de Suzuki
- Chung-Hsin Huang: Tien, el cuiner
- Quin Lee: Chang Zhen
- Tien Feng: Fan
- Tony Liu: Chin
- Lo Wei: L'inspector de policia
- Yi Feng: Yoshida
- Wei Ping Ao: Mr. Wu, l'intèrpret
- Jackie Chan: Alumne de Jing Wu
- Unicorn Chan: Alumne de Jing Wu
- Ching-ying Lam: Combatent japonès
- Corey Yuen: Combatent japonès
- Chin Chun: el representant del consulat

## Títols alternatius
- Fist of Fury (Hong Kong) / GB
- La Fureur de Vaincre (França)
- School for Chivalry (Estats Units)
- The Chinese Connection (Estats Units)
- The Iron Hand

## Al voltant de la pel·lícula
- El combat que enfronta Bruce Lee als alumnes japonesos ha estat reprès per Quentin Tarantino a Kill Bill: Bruce Lee és envoltat pels seus adversaris, fa una finta i tothom recula. Els seus adversaris ataquen, es baralla, després atrapa un nunchaku: cau per terra i fueteja els peus del seu adversari amb l'arma. Passa exactament el mateix cosa a Kill Bill, però amb un sabre.
- Huo Yuanjia és un heroi xinès que ha existit realment i ha guanyat nombrosos tornejos d'art marcials. Encarnant el seu deixeble, Bruce Lee es fa converteix en l'emblema de la Xina a través del món.
- En el combat final, amb una puntada de peu en l'aire Chen Zhen (Bruce Lee) envia Suzuki a través de la finestra, l'escena de risc mostra el japonès a l'exterior i va ser efectuada per un jove acròbata de 17 anys i futura estrella internacional: Jackie Chan. D'altra banda, molt abans a la pel·lícula: Abans que els japonesos, intentant venjar-se, arribin a l'escola Jing Wu, els alumnes d'aquesta última s'entrenen en l'exterior, en aquesta escena, s'hi pot veure Jackie Chan en un combat d'entrenament amb una noia.